# احمد مندوب هاشمی
میراحمد مندوب هاشمی (۱۳۱۸ – ۲۷ فروردین ۱۳۷۹) دوبلور و مجری ایرانی بود. وی همسر زهرا آقارضا بود.
او که از ۲۳ سالگی کار حرفه‌ای خود را در دوبله آغاز کرد، پیشینهٔ بازیگری و اجرا برای تلویزیون را نیز از سال ۱۳۵۹ در کارنامهٔ هنری خود داراست. نخستین بازیگری او در سینما به سال ۱۳۶۲ و بازی در فیلم دادشاه به کارگردانی حبیب‌الله کاوش برمی‌گردد.

## بن‌مایه
1. ↑  «احمد مندوب هاشمی». سوره سینما.
2. ↑  «احمد مندوب هاشمی». انجمن گویندگان و سرپرستان گفتار فیلم. بایگانی‌شده از اصلی در ۲ ژوئیه ۲۰۱۳. دریافت‌شده در ۲۹ مارس ۲۰۱۴.